# Klosterbergegarten

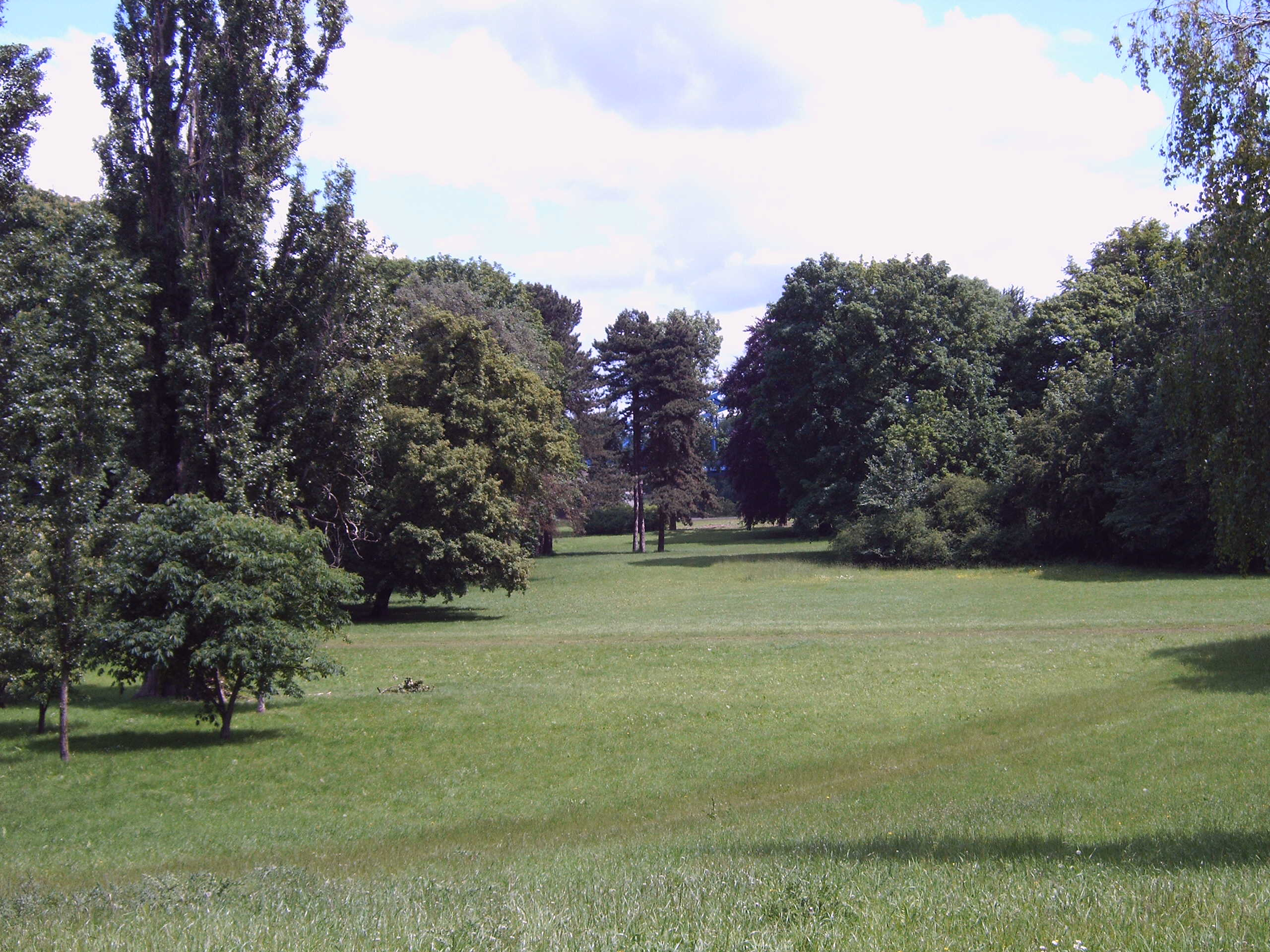
Klosterbergegarten

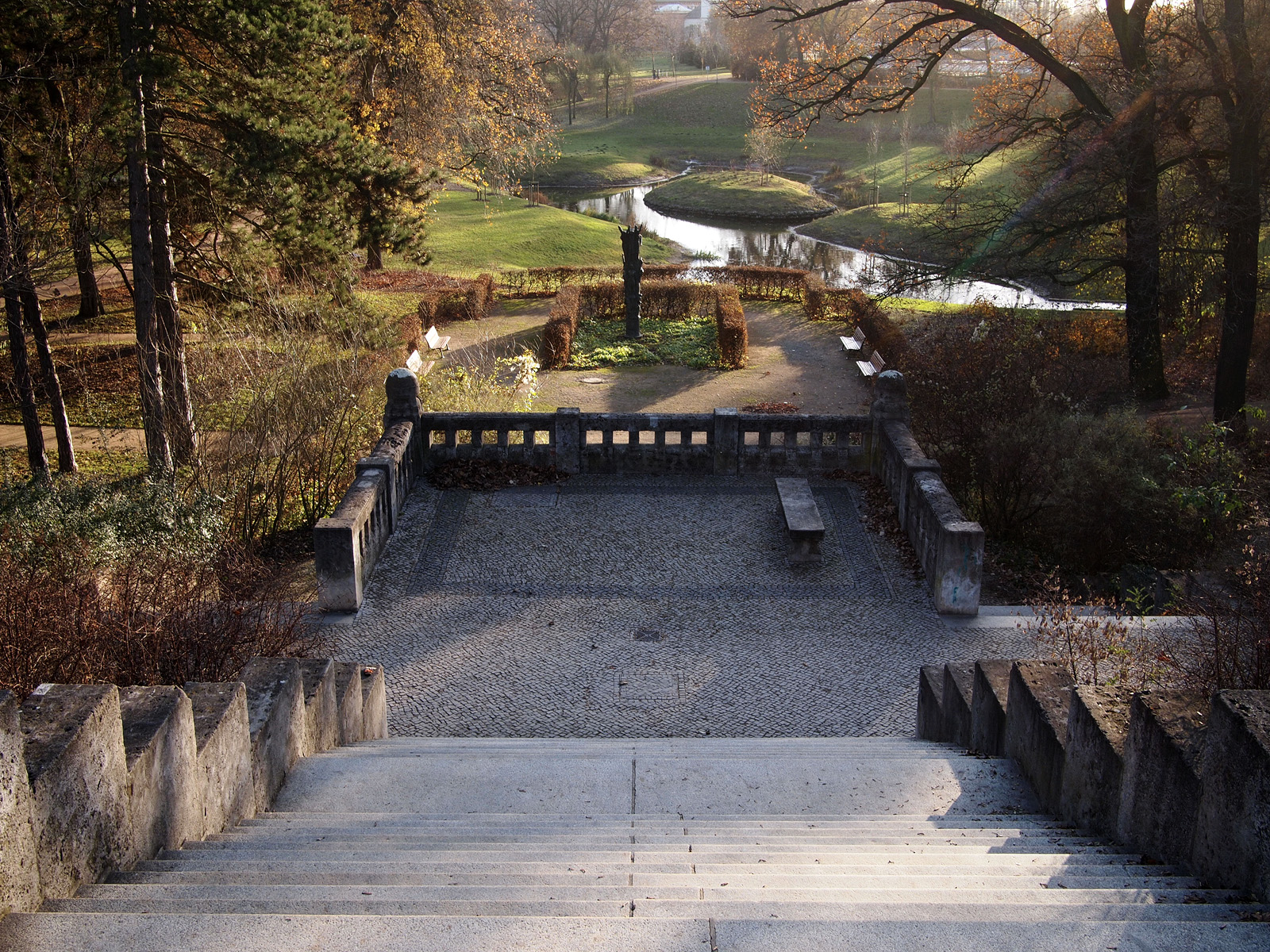
Gartenbereich

Der Klosterbergegarten ist eine Parkanlage der Stadt Magdeburg im Stadtteil Buckau und war der erste Volksgarten Deutschlands.

## Lage
Der Park liegt am westlichen Ufer der Elbe und hat eine Ausdehnung von 11 Hektar.

## Geschichte

### Kloster Berge
An der Stelle des Parks befand sich von ca. 970 bis 1813 das Kloster Berge, dem der Park seinen Namen verdankt. Nach der Zerstörung des Klosters durch napoleonische Truppen erwarb die Stadt Magdeburg 1824 das vor den Toren der Stadt befindliche Gelände für 4000 Taler. Bürgermeister August Wilhelm Francke beabsichtigte, dort auf Anregung des Kommandeurs Gustav von Hacke einen Volksgarten anzulegen.
Der Entwurf zur Anlage des Parks stammt vom Potsdamer Gartendirektor Peter Joseph Lenné. Teil der Anlage sollte ein Gesellschaftshaus sein, das von Karl Friedrich Schinkel entworfen wurde.

### Friedrich-Wilhelms-Garten

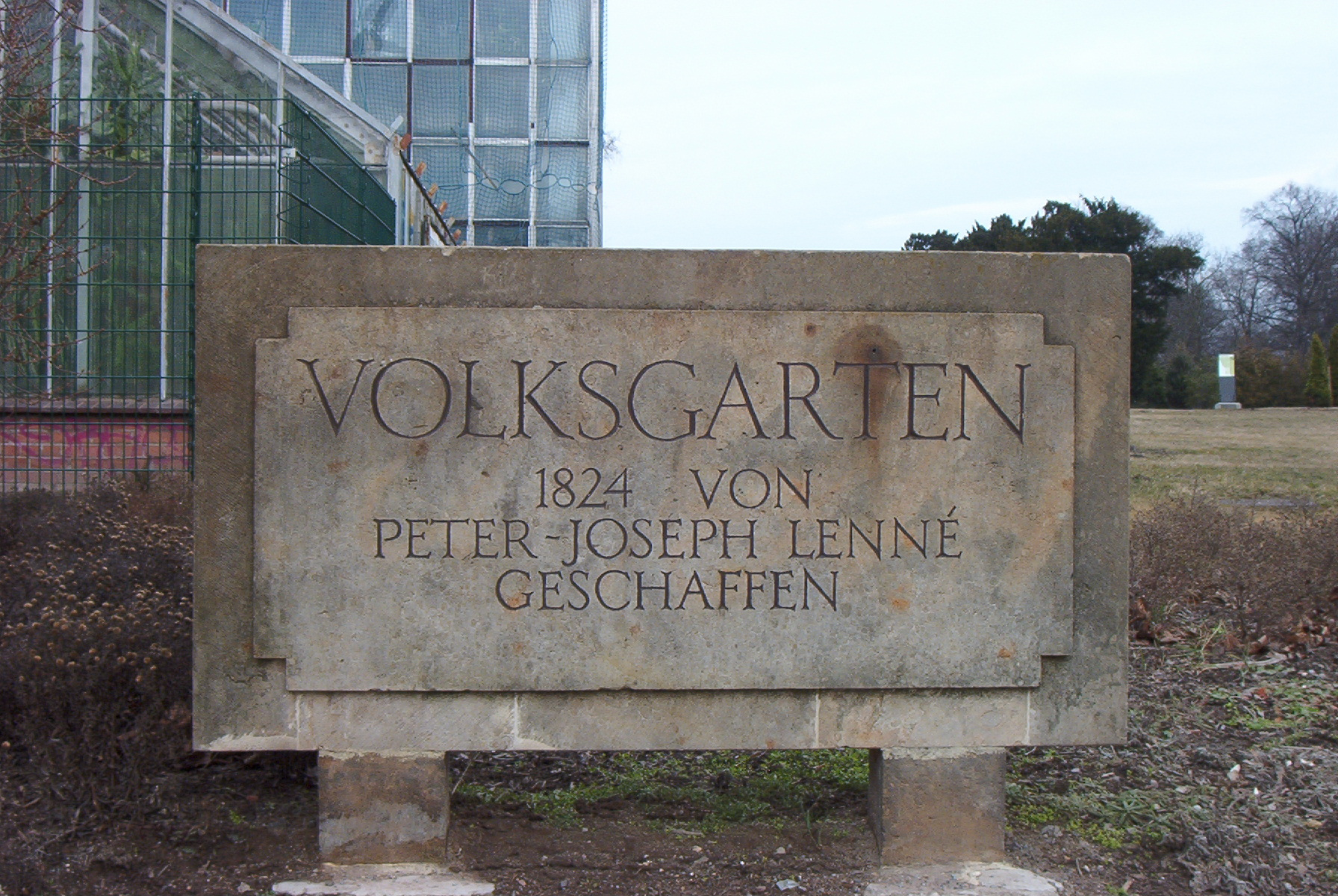
Historisches Eingangsschild

1825 begann unter Leitung von Friedrich Wilhelm Wolff der Bau der Anlage. Es entstand der erste Volksgarten Deutschlands.
Friedrich Wilhelm III. besuchte noch im gleichen Jahr den Park, worauf die Anlage 1826 den Namen Friedrich-Wilhelms-Garten erhielt.

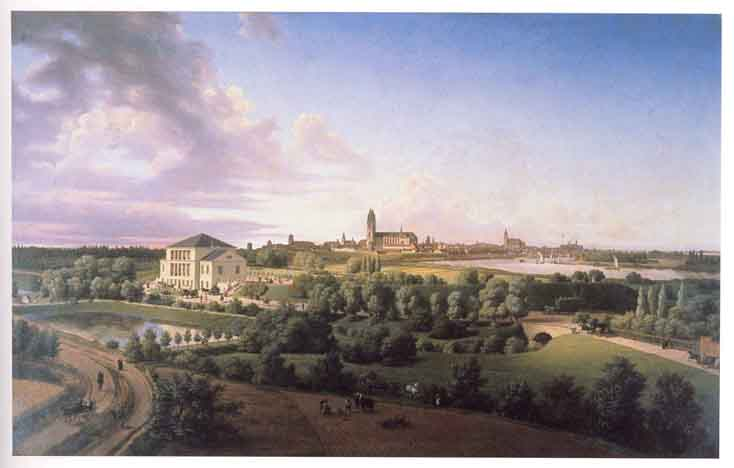
Friedrich-Wilhelms-Garten, 1831, Gemälde von Carl Hasenpflug

Im Juni 1828 begann der Bau des von Schinkel entworfenen Gesellschaftshauses, allerdings mit modifizierten Plänen. Die Übergabe erfolgte 1829. Ab Oktober des Jahres wurde das Gebäude als Restaurant genutzt.
Infolge der einsetzenden Industrialisierung wurden Teile des Parks für Eisenbahnlinien und Straßen genutzt. Von den ursprünglichen 33 Hektar bleiben dem Park letztendlich 11 Hektar.
Ein Fischteich westlich des Gesellschaftshauses wurde 1876 verfüllt. Umfangreiche Änderungen der Parkgestaltung und Umbauten am Gesellschaftshaus fanden ab 1880 statt.
Im Jahr 1896 wurden die Gruson-Gewächshäuser eingeweiht. Im gleichen Jahr entstand das inzwischen als Ausstellungsgebäude genutzte Toilettenhaus am Klosterbergegarten. Am Gesellschaftshaus erfolgten Erweiterungsbauten (südlich) bei gleichzeitigem Abriss eines Musikpavillons.

### Klosterbergegarten

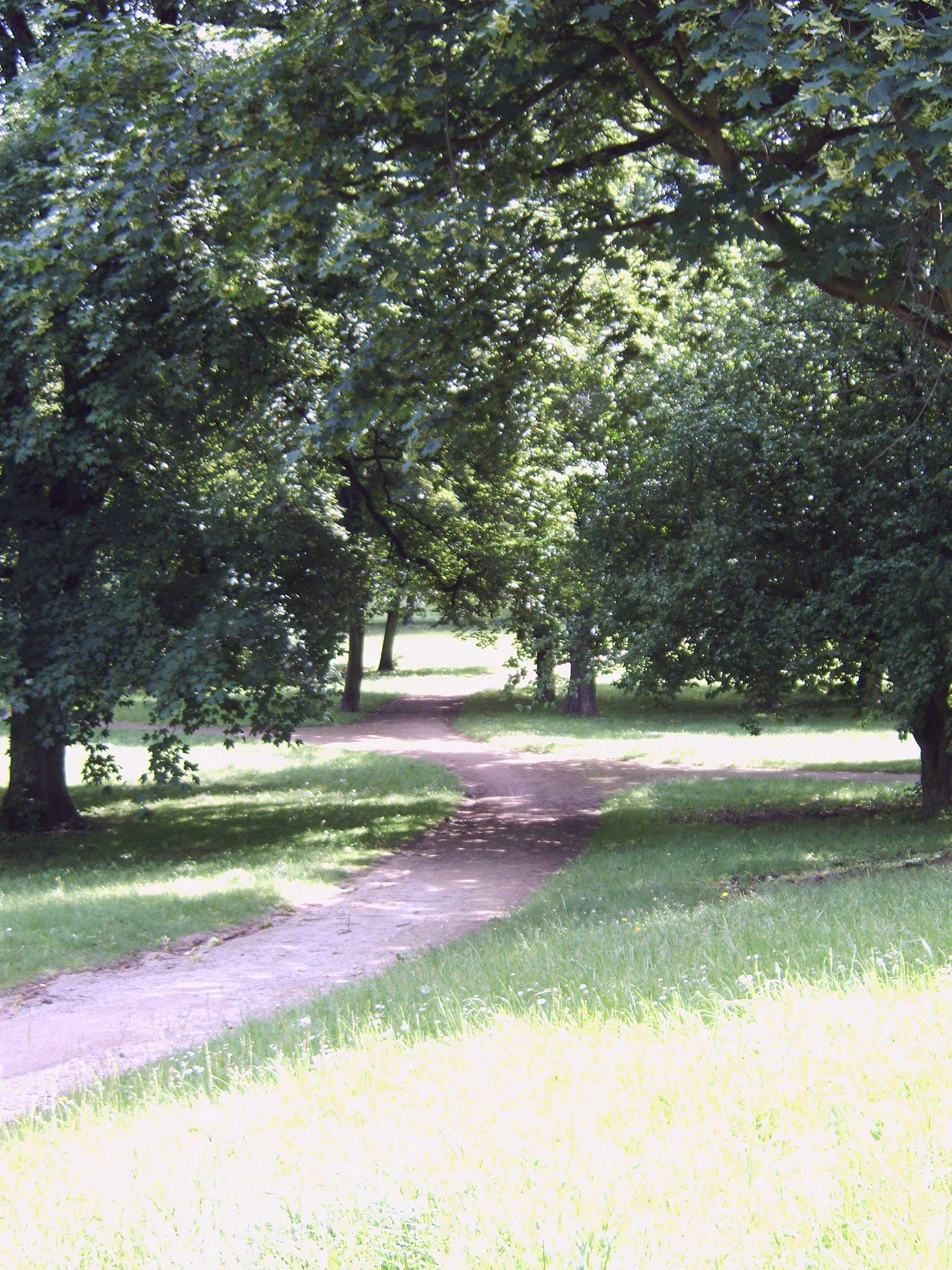
Weg im Klosterbergegarten

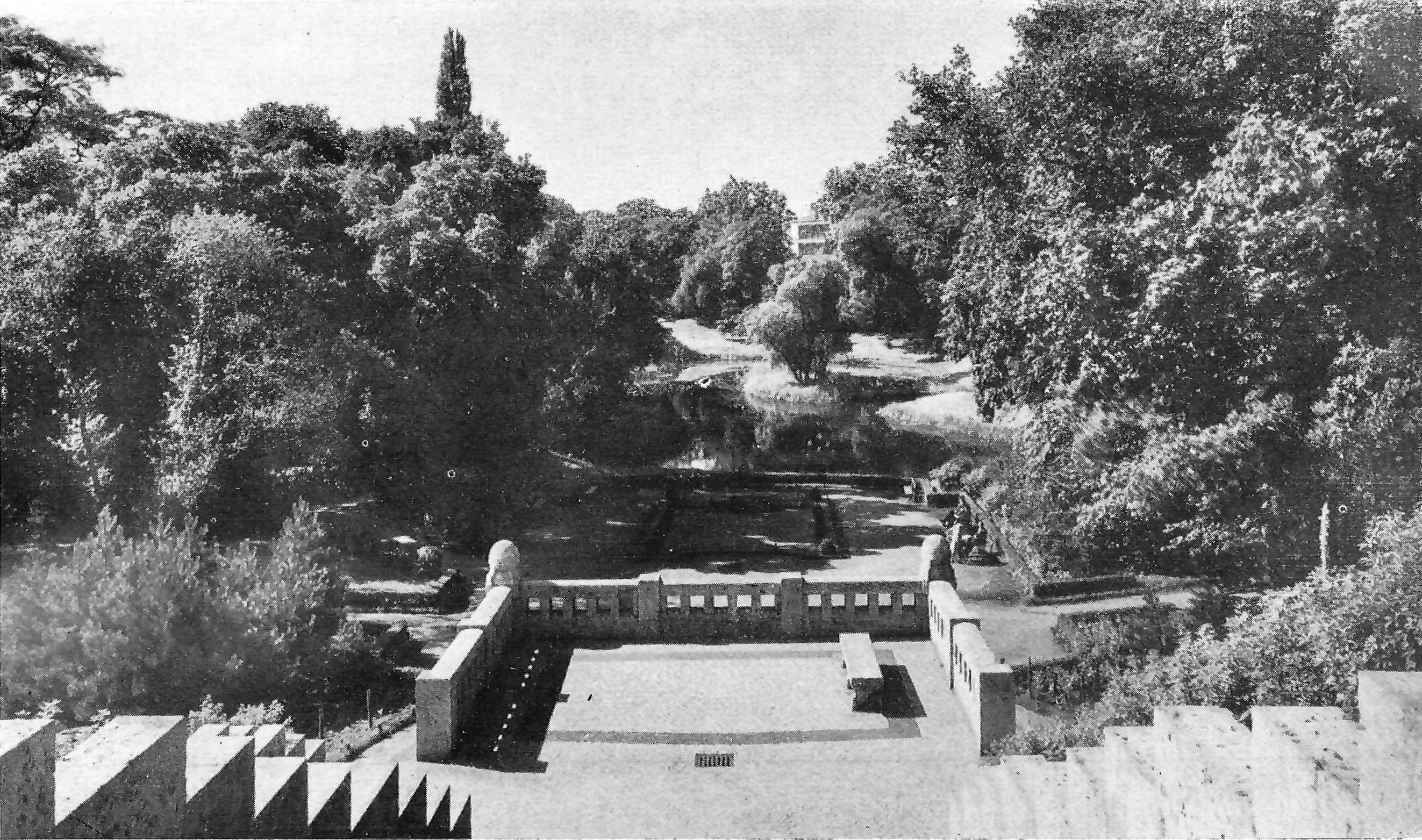
Treppe zum Klosterbergegarten in den 1920er Jahren

1921 wurde der Park in Klosterbergegarten umbenannt. Der Maler Wilhelm Höpfner gestaltete 1922 den Schinkel-Saal des Gesellschaftshauses expressionistisch.
1924 wurde die Treppenanlage vom Inselteich des Klosterbergegartens zum neugeschaffenen Südbrückenzug der Friedrich-Ebert-Brücke, heutiger Sternbrücke, errichtet.
Im Zweiten Weltkrieg diente das Gesellschaftshaus als Lazarett und Unterkunft für Zwangsarbeiter. Nach 1945 wurde es zunächst als Offizierskasino der sowjetischen Armee genutzt. 1949 übernahm das Ministerium für Volksbildung der DDR das Gebäude.

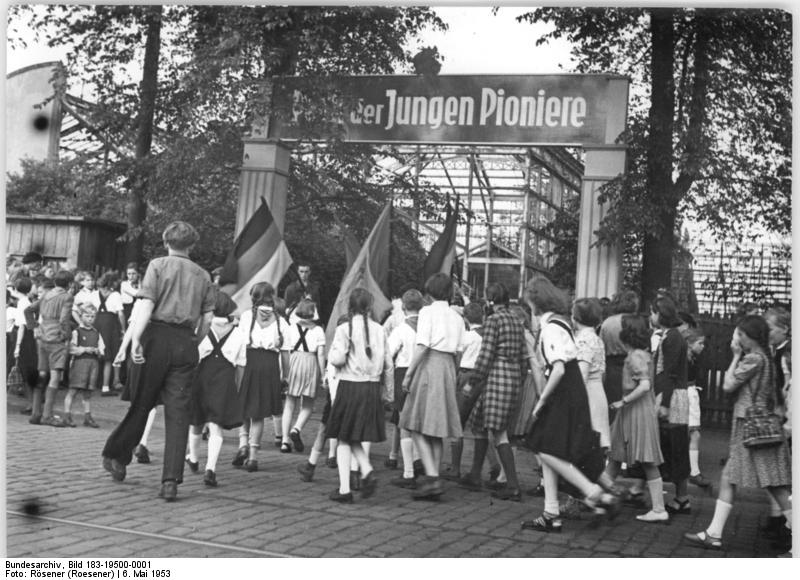
Eröffnung des Pionierparks, 1953

### Pionierpark
Am 1. Juni 1950 wurde das Gesellschaftshaus als Pionierhaus neu eingeweiht. Es diente nunmehr als Stätte für diverse Arbeitsgemeinschaften von Schülern im Rahmen der Organisation Thälmannpioniere. Der Park wurde in Pionierpark umbenannt.
1960 wurde der Inselteich zugeschüttet. 1966 wurde ein Verkehrsgarten angelegt. Seit 1971 trug das Pionierhaus den Namen „Hermann Matern“.
Die Parkanlage wurde 1978 unter Denkmalschutz gestellt. 1989, zum 200. Geburtstag Lennés, wurde eine von Heinrich Apel geschaffene Lenné-Büste aufgestellt.

### Klosterbergegarten

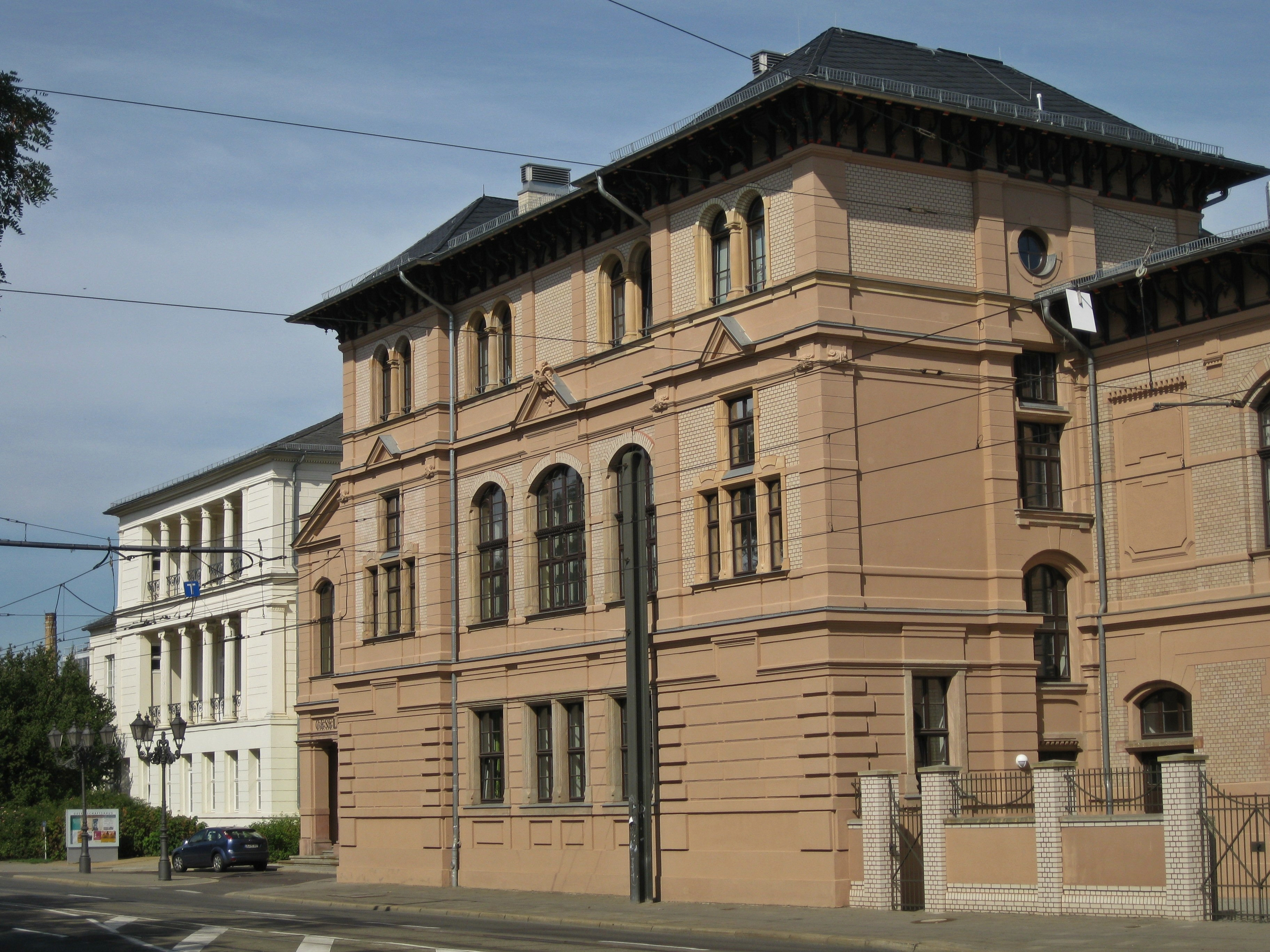
Gesellschaftshaus Magdeburg

Mit der Wende wurde der Park 1990 wieder in Klosterbergegarten umbenannt.
Im Jahr 2002 wurde eine nicht mehr benötigte Eisenbahntrasse durch den Park (Magistratsstrecke) rückgebaut. Seit April 2002 ist das Gesellschaftshaus Sitz des Telemann-Zentrums.
Der Park gehört zum Netzwerk Gartenträume Sachsen-Anhalt.
Am Gesellschaftshaus begannen umfangreiche Arbeiten zur Rekonstruktion des Gebäudes, die im Jahr 2005 abgeschlossen wurden. Der Schinkel-Saal des Gebäudes wird für Konzerte genutzt.
2010 wurden die Inselteiche rekonstruiert.